# Club Hípico de Penang
El Club Hípico de Penang es el nombre que recibe un importante espacio habilitado para las carreras de caballos en Penang, un estado en el país asiático de Malasia y el nombre de su isla constituyente, que se encuentra en la costa noroeste de la península de Malaca. El centro fue establecido en 1864. Además de las carreras, el club también cuenta con instalaciones ecuestres y un campo de golf.